# Боймер, Пауль
Пауль Вильгельм Боймер (нем. Paul Wilhelm Bäumer; 11 мая 1896 — 15 июля 1927) — германский лётчик-истребитель, один из лучших асов Первой мировой войны с 43 сбитыми самолётами противника, занимающий 9-е место среди германских асов Первой мировой войны по количеству сбитых самолётов противника.

## Биография
Будучи юношей наблюдал за полетом дирижаблей. С тех пор мечтал о полётах. По окончании школы обучился профессии зубного техника. Зарабатывая на этом деньги тратил их на своё обучение в лётной школе. Летом 1914 года получил лицензию лётчика.
С началом Первой мировой войны добровольцем решил записаться в воздушный отряд речного флота, но получил отказ. Был зачислен в 8-й запасной батальон 70-го пехотного полка. После почти двухмесячной подготовки был отправлен на Западный фронт. Сражался сначала в Сент-Квентин во Франции, а с начала 1915 года на Восточном фронте. В Гродно был ранен в левое предплечье. Находясь на излечении в госпитале подал рапорт о поступлении на курсы авиационных механиков, на которых начал обучение после выздоровления и продолжил его до середины августа 1915 года. Продолжил службу в качестве перегонщика самолётов и инструктора в армейском авиационном парке № 1.
19 Февраля 1917 года получил звание ефрейтора, а 26 марта направлен в 7-ю разведывательную эскадрилью (FA 7). 29 марта ему присвоено звание унтер-офицера. В июне 1917 года Боймер был зачислен в Jagdstaffel «Бёлке» (Jasta 2), через два дня переведён в Jagdstaffel 5. В августе 1917 г. он вновь пришёл в Jagdstaffel 2. Здесь открыл счет своим победам в воздухе. В феврале 1918 года был награждён золотым крестом «За воинские заслуги».
За 30 сбитых самолётов противника был награждён высшим военным орденом Пруссии «За заслуги» («Pour le Mérite»). За всю войну на счету Боймера 43 сбитых самолётов противника.
После войны вернулся в профессию, подтвердив свою квалификацию сдачей экзаменов на стоматолога. В октябре 1922 года он основал вместе со своим боевым товарищам Гарри фон Бюлов-Боткампф авиастроительную фирму «Baumer Aero GmbH» в Гамбурге, где и работал в качестве авиаконструктора и испытателя самолётов.
15 августа 1924 года Боймер вместе со своими практикантами Вальтером Гюнтерем, Вальтером Мертенсом и Вернером Майер-Касселем принимал участие в ежегодном авиационном конкурсе в Гамбурге. Фирма Боймера представила свой новый самолёт Bäumer B I «Roter Vogel». В мае 1925 года последовал новый самолёт — Баумер B II Sausewind. Данный самолёт выиграл конкурс 23 июля 1925 года во 2-й категории, развив наибольшую скорость при наборе высоты в 100 м в высоту (183,5 км/ч), достигнув потолка в 4770 м и показав лучшую скорость набора высоты (2,11 м/с). Последующие самолёты, разработанные фирмой Боймера, также устанавливали рекорды скорости, высоты и дальности полета.
15 июля 1927 года при проведении показа новой машины Bäumer B-V «Puck» на авиационном показе в Копенгагене из-за неполадок двигателя Боймер вынужден был прекратить полётное задание. Выполняя показ другого самолёта Rohrbach Ro IX Боймер погиб при столкновении с землёй из-за отказа двигателя на малой высоте. Самолёт упал в море в пролив Эресунн в 2 километрах от берега.
Герой Первой Мировой войны и один из лучших асов Германии похоронен в Гамбурге на кладбище Friedhof Ohlsdorf (недоступная ссылка)
Братья Гюнтер продолжили разработку начатого Баумером самолёта Bäumer B VI «Libelle» (Стрекоза) и построили два экземпляра в 1930 году.

## Разное
- Именем Боймера названа улица в его родном городе
- Является полным тёзкой вымышленного главного героя романа Э.М.Ремарка "На западном фронте без перемен"

## Награды
- Pour le Mérite
- Железный Крест 1-го и 2-го класса
- Золотой крест «За воинские заслуги»[нем.]